# 아나 루시아 코츠
아나 루시아 코르테스(Ana Lucia Cortez)는 미국의 방송국 ABC에서 방영한 드라마, 로스트의 등장인물이다. 배역은 미셸 로드리게스가 맡았다.
시즌 1에서 게스트로 출연하고 시즌 2에서 메인 캐릭터로 등장하였는데 오세아닉 항공기 815에 탑승 중, 사고로 후미 부분과 동체 부분이 분리되어 알 수 없는 섬에 추락했다. 아나 루시아는 이 후미 부분 탑승자 중 리더가 되었다. "Collision"과 "Two for the Road" 에피소드에서, 아나 루시아가 섬에 불시착하기 전 경찰관 시절의 모습을 보여주고 있다.
시즌 2에서 추락 직후 몰래 생존자들 속에 잡입한 디 아더스의 굿윈을 죽였고 동체 부분의 생존자들인 마이클, 소이어, 진과 만나 동체 부분의 남은 생존자들과 합류하려 가던 중 섀넌을 오인 사격해 죽였다. 이후 시즌 2 마지막에 자신의 아들을 찾는 대가로 잭을 넘기라는 명령을 받은 마이클의 총에 맞아 죽었다.